# Bert Jäger

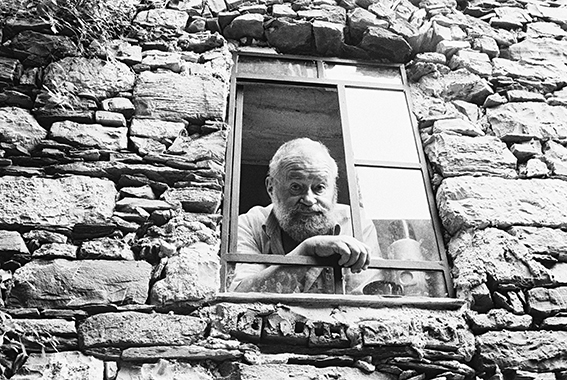
Bert Jäger in Pietrabruna 1988

Albert „Bert“ Jäger (* 11. Januar 1919 in Karlsruhe; † 2. Mai 1998 in Freiburg im Breisgau) war ein deutscher Maler, Gebrauchsgrafiker, Fotograf und Schriftsteller.

## Leben
Bert Jäger ist in Karlsruhe geboren und aufgewachsen. In der Zeit von 1934 bis 1939 studierte Jäger Malerei an der Staatlichen Akademie der Bildende Künste in Karlsruhe; zuerst bei Siegfried Czerny und Georg Siebert, ab 1936 bei Hermann Goebel. 1939 wurde er zur Wehrmacht eingezogen. In Russland erlitt der Künstler im Jahr 1942 eine schwere Beinverletzung und kam verwundet in ein Lazarett in Wien. Auf Empfehlung eines Arztes konnte Bert Jäger für kurze Zeit an der Wiener Akademie der Bildenden Künste bei Herbert Boeckl studieren. In Wien machte Bert Jäger unter anderem Bekanntschaft mit dem Karlsruher Komponisten Hans Erich Apostel und dem expressionistischen Maler Emil Nolde. An der Front bei Aris geriet er anschließend in sowjetische Gefangenschaft. Im Gefangenenlager war Bert Jäger Mitglied des Nationalkomitee Freies Deutschland und als Maler und Grafiker für das Kulturprogramm zuständig. Es entstanden zahlreiche Zeichnungen und Bühnenbilder. Nach seiner Entlassung im Jahr 1949 kehrte Jäger zurück nach Freiburg und nahm seine Tätigkeit als Künstler wieder auf. In der Zeit von 1943 bis 1966 war Jäger mit Edelgart Berta Brill verheiratet. Aus dieser Ehe stammen drei Kinder. 1975 begann seine Lebenspartnerschaft mit Gisela Geffers, die bis zu seinem Tod bestand. Bert Jäger starb 1998 in Freiburg an einem Lungenversagen.

## Werk
Nach seiner Rückkehr aus der Kriegsgefangenschaft war Bert Jäger als Künstler tätig. Ab 1949 wurde Jäger Mitglied mehrerer Künstlervereinigungen; Er wurde Mitglied des „Berufsverbands Bildender Künstler“ (BBK), der „Jungen Gruppe Baden“ um Willy Kiwitz sowie der „Jungen Gruppe Freiburg“. Dort lernte Jäger unter anderem Rainer Maria Gerhardt kennen, der ihn mit moderner Literatur vertraut machte. 1949–1958 folgten mehrere Reiseaufenthalte in Frankreich und Italien. Auf diesen Reisen entstanden etwa 3.500 Schwarz-Weiß-Fotografien. 1954 wurde Jäger zum Mitglied in der „Freien Gruppe Oberrhein“ um Günter Fruhtrunk und engagierte sich im Freiburger Kunstverein. In der Folgezeit erhielt er zahlreiche Aufträge u. a. im Rahmen von Kunst am Bau Projekten, darunter 1958 für eine Wandgestaltung für das Innenministerium in Stuttgart, 1959–1965 Keramiken und Wandbilder für die Oberfinanzdirektion Karlsruhe sowie die Albert-Ludwigs-Universität Freiburg i. Br.

Logo der Caritas („Flammenkreuz“)

Bert Jäger arbeitete ebenso als Gebrauchsgrafiker. In der Zeit von 1956 bis 1971 war Jäger als Gestalter von Briefmarken für die Deutsche Bundespost Wohlfahrtsmarken tätig. 1957 gestaltete er die Sondermarke zum 500. Jubiläum der Albert-Ludwigs-Universität Freiburg i. Br. 1962 gestaltete Bert Jäger das so genannte „Flammenkreuz“ neu. Dieses wird bis heute von Deutschen Caritasverband als offizielles Signet verwendet. Außerdem llustrierte Jäger mehrere Bücher, darunter auch für HAP Grieshaber und Wystan H. Auden.
Die Malerei von Bert Jäger ist Ende der vierziger Jahre noch gegenständlich. Es entstanden hauptsächlich Stillleben, Porträts und Genrebilder. Ende der fünfziger Jahre vollzog Bert Jäger – von Abstraktem Expressionismus und Informel beeinflusst – den Wechsel zur gestischen Malerei. Seine vielseitigen Tätigkeiten als Fotograf, Grafiker und Schriftsteller flossen in die Arbeitsweise Jägers ein und prägten seinen collageartigen Stil zwischen Farbfläche und Figuration. Inspiration bezog er dabei unter anderem von Wassily Kandinsky, Franz Kline, William de Kooning und Robert Rauschenberg. 1960 begründete er die „Galerie 61“ mit und hatte 1961 seine erste große Einzelausstellung im Freiburger Kunstverein.
Um 1970 gab Jäger die Malerei aus gesundheitlichen Gründen vollständig auf. Neben der Gebrauchsgrafik wurde er schriftstellerisch tätig. Er verfasste einige Romane sowie mehrere Erzählungen und widmete sich verstärkt der Farbfotografie. In der Zeit von 1979 bis 1986 entstanden rund 25 000 Diapositive.
Nach der großen Retrospektive „1961-1964“ im Museum für Neue Kunst Freiburg nahm Jäger im Jahr 1987 das Zeichnen und die Malerei wieder auf. Ab 1988 arbeitete er unter anderem in seinem Atelier im ligurischen Pietrabruna. Seit 1990 bezog er zudem ein Künstleratelier in den Hallen des E-Werks in Freiburg. Bert Jägers Spätwerk ist als konsequente Weiterentwicklung seiner bisherigen Themen anzusehen: den Spannungen zwischen Zeichnung und Malerei, Bild und Sprache, Farbflächen und Linien.
Seit 1963 war Bert Jäger Mitglied des Künstlerbundes Baden-Württemberg. 1994 erhielt er den Maria-Ensle-Preis der Kunststiftung Baden-Württemberg.

## Ausstellungen (Auswahl)

### Einzelausstellungen
- 2025 Bert Jäger. Im Spiegel des Informel Uniseum Freiburg. Sammlung Bert Jäger Freiburg
- 2023 Bert Jäger. Werkschau Morat-Institut für Kunst und Kunstwissenschaft.
- 2019 Bert Jäger. Retrospektive zum 100sten. Museum für aktuelle Kunst. Sammlung Hurrle Durbach, Durbach
- 2018 Bert Jäger – ArtKarlsruhe Galerie LEA, One-Artist-Show
- 2015/2016 Bert Jäger – Fotografie und Malerei, Städtische Galerie Iserlohn
- 2015 Bert Jäger – Malerei 1987–1998, Universitätsherzzentrum Bad Krozingen; Bert Jäger – Zeichnungen 1960 bis 1998 und Fotografien 1952 bis 1985, Galerie Linda Treiber, Ettenheimmünster
- 2013 Bert Jäger – Malerei und Fotografie, Galerie am Klostersee, Kloster Lehnin
- 2012 Bert Jäger. Fotografie. Kunstmuseum Singen; Heike Endemann – Skulptur, Bert Jäger – Malerei, Villa Bosch, Radolfzell
- 2010 Bert Jäger. Malerei, Papierarbeiten, Fotografie, Galerie Voegtle, Karlsruhe
- 2009 Bert Jäger. Fotografie, Ehemalige Synagoge Sulzburg; Bert Jäger. Malerei – Arbeiten auf Papier, Markgräfler Museum Müllheim
- 2006 Bert Jäger. Malerei, Galerie am Klostersee, Kloster Lehnin
- 2005 Bert Jäger. „Hier in Italien singe ich immer“. Bilder der Reife. Deutscher Caritasverband, Freiburg
- 2001 Bert Jäger. Werke auf Papier 1961–1998, Staatliche Kunsthalle Karlsruhe
- 1999 Bert Jäger in memoriam, Kunstverein Kirchzarten
- 1998 Letzte Arbeiten, galerie pro arte, Freiburg i. Br.
- 1997 Bert Jäger. Klinikum der Albert-Ludwigs-Universität, Freiburg i. Br.
- 1995 Arbeiten aus den Jahren 1961–1944. Galerie im Stettener Schloss, Lörrach
- 1994 Bert Jäger. Retrospektive 1940–1994, Kunstverein Freiburg i. Br. im Morat-Institut für Kunst und Kunstwissenschaft, Freiburg i. Br.; Bert Jäger. Arbeiten auf Papier, Kunstverein Kirchzarten
- 1993 Bert Jäger. Städtische Galerie Tuttlingen; Bert Jäger. Bilder und Arbeiten auf Papier 1961–1993. Galerie Wolf, Düsseldorf
- 1992 Neue Arbeiten, galerie pro arte, Freiburg i. Br.; Galerie Fahlbusch, Mannheim
- 1991 Neue Bilder. Fa. Alexander Bürkle, Freiburg i. Br.; Galerie Linda Treiber, Ettenheimmünster; Bert Jäger. Ölbilder – Gouachen – Tuschzeichnungen. Galerie Rolf Ohse, Bremen
- 1990 Galerie Pierre Rippstein, Basel
- 1989 Alte und Neue Arbeiten, galerie pro arte, Freiburg i. Br.
- 1988 Bert Jäger. Ölbilder, Gouachen, Tuschzeichnungen. Galerie Rolf Ohse, Bremen
- 1987 Städtische Galerie „Die Fähre“, Saulgau
- 1986/1987 Bilder 1961–1964. Museum für Neue Kunst
- 1986 Photographien 1978–1985, Augustinermuseum, Kleine Galerie, Freiburg i. Br.;
- 1970 Galerie Gräber, Freiburg i. Br.
- 1964 Bert Jäger. Malerei/Graphik. Kunstverein Freiburg, Freiburg i.Br.
- 1963 Bert Jäger. Galerie Niklaus Knöll, Basel
- 1962 Galleria XXII Marzo, Venedig; Galerie Lutz und Meyer, Stuttgart
- 1961 Bert Jäger. Kunstverein Freiburg

### Gruppenausstellungen
- 2019 100. Ausstellung in der Galerie am Klostersee. Kloster Lehnin
- 2017 Jubiläumsausstellung – 40 Jahre Kunstverein Kirchzarten e. V., Kirchzarten;Kaleidoskop Freiburg, Gruppenausstellung anlässlich des 50-jährigen Jubiläums der Städtepartnerschaft zwischen Freiburg und Padua. Centro Culturale Altinate San Gaetano, Padua
- 2012 gestern-heute-morgen. Ausstellung und Kolloquium des Künstlerbundes Baden-Württemberg zum 60-jährigen Jubiläum des Landes Baden-Württemberg, Kunstgebäude am Schlossplatz, Stuttgart; Abstrakt/Konkret, FRIAS Freiburg
- 2010 Alltag und Ambiente, Zeitgenössische Kunst reflektiert die 50er Jahre. Kunstverein im Reuchlinhaus, Pforzheim
- 2008 INFORMEL, galerie pro arte, Freiburg i. Br.
- 2000 Totale 3. Das Jahrhundert im Blick der Sammlung. Museum für Neue Kunst, Freiburg i.Br.
- 1998 Tonspur. Zu den Bildern der Sammlung, Museum für Neue Kunst, Freiburg i. Br.
- 1997 1947-1997, 50 Jahre "Fähre", Saulgau. Positionen. Städtische Galerie "Die Fähre", Saulgau; Künstlerbund Baden-Württemberg, 43. Jahresausstellung. Kleine Formate, Städtisches Kunstmuseum, Spendhaus und Hans-Thoma-Gesellschaft, Kunstverein, Reutlingen; Kunstverein Kirchzarten, Kirchzarten
- 1996 Rückblick. Einblick. Ausblick. Galerie Linda Treiber, Ettenheimmünster
- 1995/1996 Impuls Südwest. Kunst der 60er Jahre in Baden-Württemberg, Staatliche Kunsthalle Karlsruhe
- 1994 Art Frankfurt, Frankfurt a. M.; Art Cologne Köln
- 1993/1994 Kunstförderung des Landes Baden-Württemberg, Erwerbungen 1989 bis 1992. Städtisches Kunstmuseum Singen und Kunstverein Zehntscheuner e. V., Rottenburg am Neckar
- 1993 Art Frankfurt, Frankfurt a. M.; Art Cologne, Köln
- 1992 Die Kunst der frühen Jahre. Freiburg 1945–1960, Museum für Neue Kunst, Freiburg i. Br.; Bilder aus Südbaden, IHK Südlicher Oberrhein, Freiburg i.Br.
- 1988 Vorbilder. Kunst in Karlsruhe 1950–1988. Badischer Kunstverein, Karlsruhe
- 1970 Künstlerbund Baden-Württemberg, 16. Jahresausstellung. Ulmer Museum, Ulm
- 1969 Kunst aus Südbaden. Badischer Kunstverein, Karlsruhe
- 1968 Künstlerbund Baden-Württemberg, 14. Jahresausstellung. Württembergischer Kunstverein, Stuttgart
- 1967 13 Freiburger Künstler. Kunstverein Freiburg, Freiburg i.Br.; Freiburger Künstler. Tiroler Kunstpavillon, Innsbruck; Künstlerbund Baden-Württemberg, 13. Jahresausstellung, Malerei und Handzeichnungen, Staatliche Kunsthalle Baden-Baden
- 1965 Bild und Bühne. Staatliche Kunsthalle Baden-Baden
- 1964 Künstlerbund Baden-Württemberg, 10. Jahresausstellung – Malerei und Plastik, Württembergischer Kunstverein, Stuttgart
- 1963 Premio Marzotto, London; Künstlerbund Baden-Württemberg, 9. Jahresausstellung, Heidelberger Kunstverein
- 1962 Zeitgenössische Malerei in der Europäischen Gemeinschaft, Premio Marzotto, Valdagno, Eindhoven
- 1960 Baden-Alsace-Bâle, Guebwiller (Haut-Rhin); Hannover-Messe, Hannover
- 1959 Handwerker-Messe, München
- 1958 Weltausstellung, Brüssel; Badische Künstler 1958, Staatliche Kunsthalle Baden-Baden; réalité 58, Kunstverein Freiburg
- 1957 Künstlerbund Baden-Württemberg, 5 Jahresausstellung, Mannheim; II Triennale, Mailand
- 1955 Junge Künstler Baden-Württemberg, Kunstpreis der Jugend, Staatliche Kunsthalle Baden-Baden
- 1949 Junge Gruppe Baden, Badischer Kunstverein, Karlsruhe